# Östra Nöbbelövs distrikt
Östra Nöbbelövs distrikt är ett distrikt i Simrishamns kommun och Skåne län. 
Distriktet ligger vid kusten söder om Simrishamn. 

## Tidigare administrativ tillhörighet
Distriktet inrättades 2016 och utgörs till en del av det område Simrishamns stad omfattade till 1971, delen som före 1952 utgjorde Östra Nöbbelövs socken.
Området motsvarar den omfattning Östra Nöbbelövs församling hade vid årsskiftet 1999/2000.